# Patrick Franziska
Patrick Franziska (Bensheim, 11 de junio de 1992) es un deportista alemán que compite en tenis de mesa.
Participó en los Juegos Olímpicos de Tokio 2020, obteniendo una medalla de plata en la prueba de equipo. En los Juegos Europeos consiguió tres medallas de oro, dos en Minsk 2019 (dobles mixto y equipo) y una en Cracovia 2023 (equipo).
Ganó cuatro medallas en el Campeonato Europeo de Tenis de Mesa entre los años 2014 y 2023, y once medallas en el Campeonato Europeo de Tenis de Mesa entre los años 2010 y 2024.

## Palmarés internacional
| Juegos Olímpicos   | Juegos Olímpicos          | Juegos Olímpicos  | Juegos Olímpicos |
| Año                | Lugar                     | Medalla           | Prueba           |
| ------------------ | ------------------------- | ----------------- | ---------------- |
| 2020               | Tokio (Japón)             | Medalla de plata  | Equipo           |
| Campeonato Mundial |                           |                   |                  |
| Año                | Lugar                     | Medalla           | Prueba           |
| 2014               | Tokio (Japón)             | Medalla de plata  | Equipo           |
| 2018               | Halmstad (Suecia)         | Medalla de plata  | Equipo           |
| 2019               | Budapest (Hungría)        | Medalla de bronce | Dobles mixto     |
| 2023               | Durban (Sudáfrica)        | Medalla de bronce | Dobles           |
| Juegos Europeos    |                           |                   |                  |
| Año                | Lugar                     | Medalla           | Prueba           |
| 2019               | Minsk (Bielorrusia)       | Medalla de oro    | Dobles mixto     |
| 2019               | Minsk (Bielorrusia)       | Medalla de oro    | Equipo           |
| 2023               | Cracovia (Polonia)        | Medalla de oro    | Equipo           |
| Campeonato Europeo |                           |                   |                  |
| Año                | Lugar                     | Medalla           | Prueba           |
| 2010               | Ostrava (República Checa) | Medalla de oro    | Equipo           |
| 2013               | Schwechat (Austria)       | Medalla de oro    | Equipo           |
| 2014               | Lisboa (Portugal)         | Medalla de plata  | Equipo           |
| 2015               | Ekaterimburgo (Rusia)     | Medalla de plata  | Equipo           |
| 2017               | Luxemburgo (Luxemburgo)   | Medalla de oro    | Equipo           |
| 2018               | Alicante (España)         | Medalla de bronce | Individual       |
| 2018               | Alicante (España)         | Medalla de bronce | Dobles           |
| 2018               | Alicante (España)         | Medalla de bronce | Dobles mixto     |
| 2019               | Nantes (Francia)          | Medalla de oro    | Equipo           |
| 2021               | Cluj-Napoca (Rumania)     | Medalla de oro    | Equipo           |
| 2024               | Linz (Austria)            | Medalla de bronce | Dobles mixto     |